# كاينا يوشيأو
كاينا يوشيأو (باليابانية: 吉尾 海夏) (28 يونيو 1998 في هيوغو في اليابان – )؛ هو لاعب كرة قدم كان يلعب كلاعب وسط.

## وصلات خارجية
- كاينا يوشيأو على موقع رابطة كرة القدم اليابانية للمحترفين (اليابانية)
- كاينا يوشيأو على موقع دوري كوريا الجنوبية (الإنجليزية)
- كاينا يوشيأو على موقع إي إس بي إن إف سي (الإنجليزية)
- كاينا يوشيأو على موقع قاعدة بيانات كرة القدم.إي يو (الإنجليزية)
- كاينا يوشيأو على موقع Soccerway.com (الإنجليزية)
- كاينا يوشيأو على موقع عالم كرة القدم.نت (الإنجليزية)